# Brabham BT21

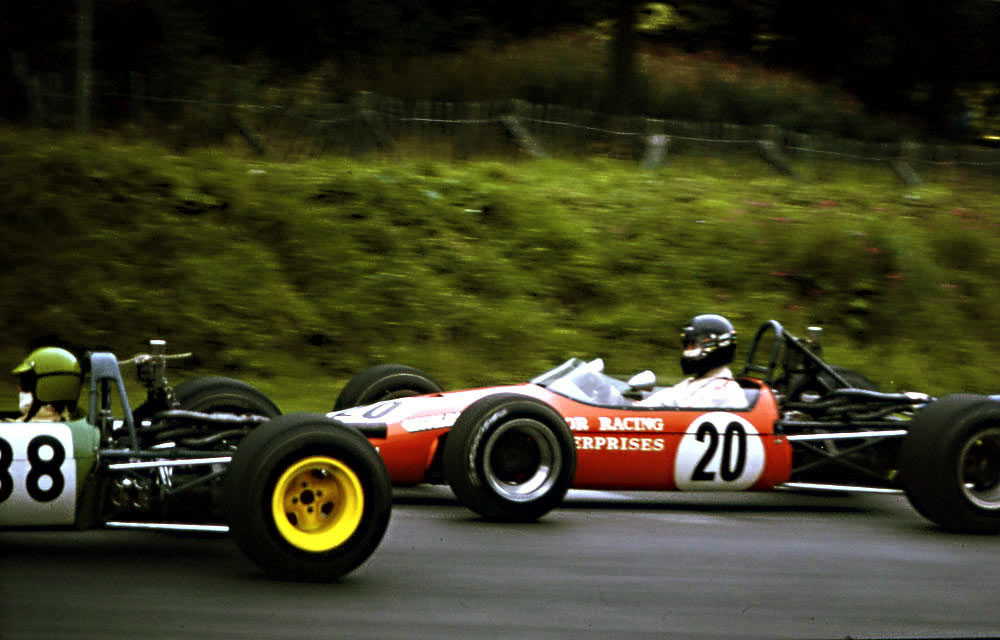
James Hunt im Brabham BT21 1969

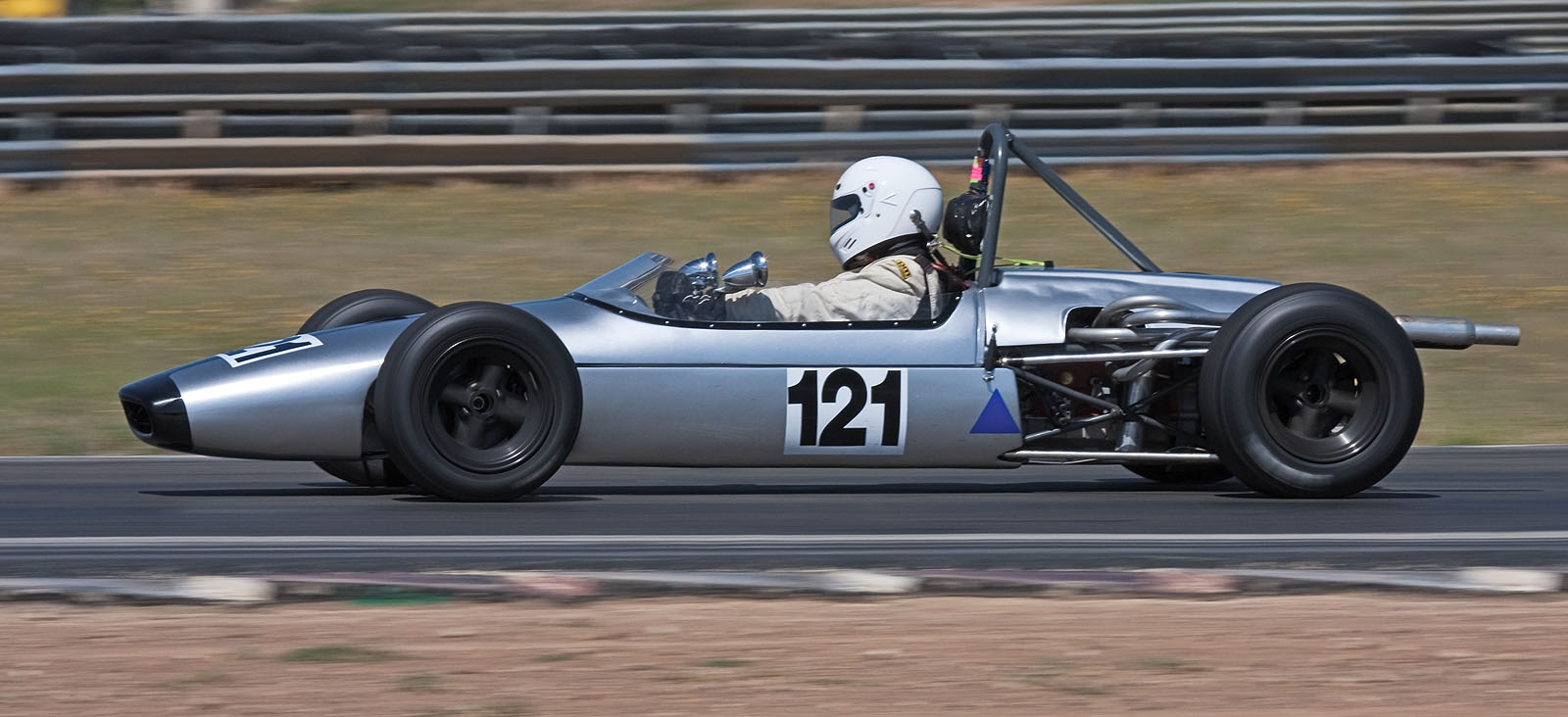
Brabham BT21A im Wakefield Park 2009

Der Brabham BT21 war ein Formel-Rennwagen, den Brabham 1966 in großer Stückzahl baute und an Privatiers auslieferte; 110 Fahrzeuge wurden hergestellt.

## Entwicklungsgeschichte
Die ersten BT21 kamen 1966 an die internationalen Rennstrecken. Das Fahrgestell war flacher als beim Vorgänger BT18 mit einem niedrigeren Rahmen und einer schlankeren Karosserie. Die Aufhängung wurde ebenfalls überarbeitet. Als Motoren kamen 1966 und 1967 ein Cosworth-MAE-Motor mit 125 PS und 1968 ein Holbay-Aggregat zum Einsatz.
Privatfahrer wie Peter Westbury mit seiner Felday Engineering Ltd. hatten 1967 viel Erfolg mit dem BT21. 1968 erwuchs dem BT21 mit dem neuen Tecno ein ernstzunehmender Gegner und die Siege in der Formel 3 wurden weniger. Daher wurde mit dem BT21B ein Update konstruiert das einige Mängel beseitigte. 1969 wurde der BT21 langsam vom BT28 abgelöst.

## Konfigurationen
Insgesamt sind 5 Konfigurationen des BT 21 bekannt.
- BT21: Das für die Formel 3 konstruierte Basismodell des Wagens wurde in 50 Exemplaren gebaut. Obwohl die ersten 2 Chassis Ende 1966 erschienen, war der BT21 Brabhams F3-Modell von 1967. Als Motorisierung wurde ein 997 cm³ großer Cosworth MAE-Vierzylinder-Saugmotor mit 125 PS installiert. Das letzte Auto wurde 1968 gebaut.
- BT21A: 10 Exemplare wurden mit einem 1,6-l-Ford-Motor mit zwei obenliegenden Nockenwellen ausgestattet und kamen in der britischen Formula Libre (1 Auto), bei Bergrennen (2 Autos) und in der nordamerikanischen Formel B zum Einsatz.[2] Die US-Autos wurden zum Teil als BT21 bezeichnet.
- BT21B: 31 Exemplare eines mit kleinen Änderungen aktualisierten Formel-3-Modells des BT21, das während der Saison 1967 erschien. Der Wagen bekam breitere Räder und einen stabileren Gitterrohrrahmen, der vom BT23, einem Formel-2-Wagen, stammte.
- BT21C: 18 Exemplare der mit einem 1,6-l-Motor ausgestatteten Variante des BT21B für die Formula Libre und die Formal B.[3] 2 wurden bei Bergrennen eingesetzt. Der Rest ging in die USA.
- BT21X: Ein Einzelstück der 1968 als Werksentwicklungswagen eingesetzt wurde und einen ähnlichen Rahmen wie der BT23 von 1967/68 hatte. Er wurde später als Prototyp des Formel-3-Nachfolgemodells Brabham BT28 eingesetzt.